# 66th Street-Lincoln Center
66th Street-Lincoln Center è una fermata della metropolitana di New York situata sulla linea IRT Broadway-Seventh Avenue. Nel 2019 è stata utilizzata da 7 068 256 passeggeri. È servita dalla linea 1 sempre e dalla linea 2 solo di notte.
La stazione serve il Lincoln Center for the Performing Arts (sede della Metropolitan Opera House, della Juilliard School e della Alice Tully Hall) e nelle sue vicinanze si trovano anche il Dante Park, l'American Folk Art Museum, la Fiorello H. LaGuardia High School of Music & Art and Performing Arts e il campus della Fordham University.

## Storia
La stazione venne costruita dall'Interborough Rapid Transit Company (IRT) come parte della prima linea metropolitana sotterranea della città di New York. Fu aperta il 27 ottobre 1904.

## Strutture e impianti
La stazione è sotterranea, ha due banchine laterali e quattro binari, i due esterni per i treni locali e i due interni per quelli espressi. È posta al di sotto di Broadway e non ha un mezzanino. La banchina in direzione downtown a due gruppi di tornelli, quello nord ha due scale e un ascensore che portano all'incrocio con 66th Street, mentre quello sud ha due scale che portano su Columbus Avenue. La banchina in direzione uptown ha invece un solo gruppo di tornelli con due scale e un ascensore che portano all'incrocio con 66th Street. Nella zona meridionale della stazione si trova un collegamento tra le due banchine che tuttavia non è accessibile alle persone con disabilità motoria.
Nel 2001, nell'ambito dell'iniziativa della MTA "Arts & Design", nella stazione vennero installati una serie di 22 mosaici realizzati dall'artista Nancy Spero e intitolati Artemis, Acrobats, Divas and Dancers.

## Interscambi
La stazione è servita da alcune autolinee gestite da MTA Bus e NYCT Bus.
- Fermata autobus